# Barbara Dziuk
Barbara Anna Dziuk z domu Kieras (ur. 2 grudnia 1968 w Tarnowskich Górach) – polska polityk i samorządowiec, posłanka na Sejm VIII i IX kadencji.

## Życiorys
Kształciła się w Szkole Podstawowej nr 1 w Tarnowskich Górach, w 1987 została absolwentką I Liceum Ogólnokształcącego im. Stefanii Sempołowskiej w tym samym mieście. W 2007 ukończyła studia z zakresu marketingu i zarządzania w Wyższej Szkole Zarządzania i Administracji w Opolu.
Pracowała jako koordynatorka systemów informatycznych i płacowych oraz agent ubezpieczeniowy, prowadziła także własną działalność gospodarczą. W 2005 została prezesem Tarnogórskiego Stowarzyszenia Inicjatyw Społecznych „KLON”.
Od 2003 do 2007 była członkinią zarządu dzielnicy Śródmieście-Centrum w Tarnowskich Górach. W 2006 współtworzyła lokalny komitet wyborczy w Tarnowskich Górach, z ramienia którego w wyborach w tym samym roku bezskutecznie ubiegała się o stanowisko burmistrza miasta, uzyskując 2,81% głosów. Następnie związała się z Prawem i Sprawiedliwością. W latach 2007–2010 była dyrektorem biura poselskiego Nelli Rokity.
W wyborach w 2010 po raz pierwszy została wybrana na radną sejmiku śląskiego. W 2014 ponownie ubiegała się o stanowisko burmistrza Tarnowskich Gór, zdobywając 13,79% głosów i zajmując 3. miejsce spośród 4 kandydatów. Utrzymała z kolei mandat na kolejną kadencję samorządu wojewódzkiego.
W 2011 bezskutecznie ubiegała się o mandat poselski. W wyborach w 2015 ponownie kandydowała do Sejmu w okręgu gliwickim. Została wybrana na posła VIII kadencji, otrzymując 12 036 głosów. W wyborach w 2019 z powodzeniem ubiegała się o poselską reelekcję, uzyskując wówczas 11 399 głosów. W wyborach w 2023 nie została wybrana na kolejną kadencję. W 2024 uzyskała mandat radnej powiatu tarnogórskiego. W kolejnym roku została wykluczona z partii.

## Życie prywatne
Zamężna. Ma czworo dzieci: dwie córki (Annę i Magdalenę) oraz dwóch synów (Piotra i Pawła).